# 高原棘猛水蚤
高原棘猛水蚤（学名：Attheyella alta）为异足猛水蚤科棘猛水蚤属的动物，是中国的特有物种。分布于青海、西藏等地，常栖息于海拨3658-4300米的河流及水池内。